# Listă de filme americane din 1912

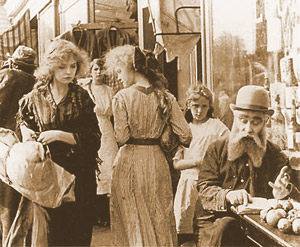
The Musketeers of Pig Alley-primul film cu gangsteri

Aceasta este o listă de filme americane din 1912:
| Titlu                        | Regizor                          | Actori                                                            | Gen                | Note                           |
| ---------------------------- | -------------------------------- | ----------------------------------------------------------------- | ------------------ | ------------------------------ |
| All for a Girl               | Frederick A. Thomson             | Dorothy Kelly, Leah Baird                                         | Comedie romantică  |                                |
| At the Foot of the Ladder    |                                  | Mignon Anderson, William Garwood                                  | Romantic, dramatic |                                |
| Aurora Floyd                 | Theodore Marston                 | William Garwood, Florence La Badie, Harry Benham                  | Dramatic           |                                |
| Baby Hands                   |                                  | James Cruze, Jean Darnell                                         | Dramatic           |                                |
| The Bandit of Tropico        |                                  | Harry von Meter, Vivian Rich                                      | Aventuri           |                                |
| A Battle of Wits             |                                  | Tom Moore, Alice Joyce, Earle Foxe                                | Dramatic           |                                |
| The Belle of Bar-Z Ranch     | Tom Ricketts                     | Harry von Meter, Vivian Rich                                      | Western            |                                |
| A Business Buccaneer         |                                  | Tom Moore, Alice Joyce                                            | Comedie            |                                |
| Șarja cavaleriei ușoare      | J. Searle Dawley                 | James Gordon, Richard Neill                                       | Război             |                                |
| Conductor 786                |                                  | William Garwood, Riley Chamberlin, Jean Darnell                   | Comedie            |                                |
| The County Fair              |                                  | Earle Foxe, Alice Joyce                                           | Dramatic           |                                |
| The Cry of the Children      | George Nichols                   | Marie Eline, Ethel Wright, James Cruze.                           | Dramatic           |                                |
| Dezertorul                   | Thomas H. Ince                   | Francis Ford, Ethel Grandin                                       | Western            |                                |
| The Eternal Mother           | D. W. Griffith                   | Edwin August, Blanche Sweet                                       | Dramatic           |                                |
| Dr. Jekyll și Mr. Hyde       | Lucius Henderson                 | James Cruze                                                       | Groază             |                                |
| For His Son                  | D. W. Griffith                   | Charles Hill Mailes                                               | Dramatic           |                                |
| Frankfurters and Quail       |                                  | William Garwood                                                   | Dramatic           |                                |
| From the Manger to the Cross | Sidney Olcott                    | Robert Henderson-Bland                                            |                    |                                |
| The Half-Breed's Way         |                                  | Harry von Meter, Vivian Rich, George Beech                        | Western            |                                |
| His Only Son                 | Jack Conway și Milton J. Fahrney | Wallace Reid, Dorothy Davenport                                   | Western            |                                |
| It Happened Thus             |                                  | Charlotte Burton, Owen Moore                                      | Romantic, dramatic |                                |
| The Land Beyond the Sunset   | Harold M. Shaw                   | Martin Fuller, Mrs. William Bechtel, Walter Edwin, Bigelow Cooper | Dramatic           |                                |
| A Leap for Love              |                                  | Ethel Wright, Frank Hall Crane, Rodman Law                        | Romantic, dramatic |                                |
| The Little Girl Next Door    | Lucius J. Henderson              | William Garwood, Marguerite Snow                                  | Dramatic           |                                |
| The Musketeers of Pig Alley  | D. W. Griffith                   | Elmer Booth, Lillian Gish                                         | Dramatic           |                                |
| A New Cure for Divorce       |                                  | William Garwood, Mignon Anderson                                  | Dramatic           |                                |
| The New York Hat             | D. W. Griffith                   | Mary Pickford, Lionel Barrymore, Lillian Gish                     |                    | După un scenariu de Anita Loos |
| The Old Bookkeeper           | D. W. Griffith                   | W. Chrystie Miller, Blanche Sweet                                 | Dramatic           |                                |
| Petticoat Camp               |                                  | William Garwood, Florence La Badie                                | Comedie            |                                |
| Please Help the Pore         |                                  | William Garwood, Riley Chamberlin, Mignon Anderson, Marie Eline   | Dramatic           |                                |
| The Power of Melody          |                                  | Harry von Meter, Vivian Rich, Eugenie Forde                       | Dramatic           |                                |
| Put Yourself in His Place    | Theodore Marston                 | William Garwood, Marguerite Snow                                  | Dramatic           |                                |
| Saved from the Titanic       | Étienne Arnaud                   | Dorothy Gibson                                                    |                    |                                |
| A Six Cylinder Elopement     |                                  | William Garwood, Riley Chamberlain, Marguerite Snow               | Romantic, comedie  |                                |
| Standing Room Only           |                                  | William Garwood, Mignon Anderson                                  | Dramatic           |                                |
| The Street Singer            |                                  | Earle Foxe, Alice Joyce                                           | Dramatic           |                                |
| The Tell-Tale Message        |                                  | Earle Foxe, Hazel Neason, Stuart Holmes                           | Dramatic           |                                |
| The Thunderbolt              |                                  | William Garwood, James Cruze, David Thompson                      | Dramatic           |                                |
| Un dușman nevăzut            | D. W. Griffith                   | Lillian Gish, Dorothy Gish                                        |                    | Primul film cu surorile Gish   |
| The Voice of Conscience      |                                  | Florence La Badie, Jean Darnell                                   | Dramatic           |                                |
| What Happened to Mary        | Charles Brabin                   | Mary Fuller, Marc McDermott                                       |                    |                                |
| When the Heart Calls         | Al Christie                      | Lee Moran, Russell Bassett, Louise Glaum                          | Western, comedie   |                                |
| With the Mounted Police      |                                  | William Garwood, Mignon Anderson                                  | Romantic, thriller |                                |
| The Young Millionaire        |                                  | Earle Foxe, Alice Joyce                                           | Dramatic           |                                |